# Entente jurassienne
L'Entente jurassienne, appelée parfois plus simplement l'Entente, est un cartel de partis politiques ayant été représenté au Conseil national de 1979 à 1983 et de 1991 à 1995. Aujourd'hui, le terme entente jurassienne reste un cartel de partis jurassiens bernois ayant pour but de rattacher l'arrondissement administratif du Jura bernois francophone du canton de Berne majoritairement germanophone au canton du Jura majoritairement francophone et s'inscrit dans le cadre de la question jurassienne.

## Représentations

### AuConseil national
L'Entente jurassienne a obtenu à deux reprises un siège au sein du Conseil national:
- Le cartel obtint un élu, Jean-Claude Crevoisier[1] du Parti socialiste autonome du Sud du Jura lors des élections fédérales suisses de 1979.
- Le cartel obtint un élu, (2,9 % des voix[2]) avec Jean-Claude Zwahlen[3] du Parti libéral jurassien (PLJ) lors des élections fédérales suisses de 1991, mandat qu'il abandonna avant la fin de son mandat, qui fut repris par Hubert Frainier[4] du Parti démocrate-chrétien du Jura-Sud.
- Le cartel se présente aux élections fédérales de 2011 dans sous le nom Les Rauraques, comportant des candidats de l'Alliance jurassienne (AJU), du Rauraque (RAU) et du Ralliement des Prévôtois Jurassiens (RPJ).

### AuGrand Conseil du canton de Berne
L'Entente jurassienne est également présente au sein du Grand Conseil du canton de Berne. Le Parti libéral jurassien et le PDC du Jura-Sud se sont présentés sous le nom unique de l'Entente entre 2002 et 2010:
- En 2002, l'Entente a obtenu 0,30 % des voix et 1 siège
- En 2006, l'Entente a obtenu 0,33 % des voix et 1 siège[6]
- En 2010, l'Entente a obtenu 0,24 % des voix et a perdu son unique siège[7].
- En 2014, PDC du Jura-Sud (3,9 %) et le Mouvement Libéral Jurassien (1,3 %) présentent des listes séparées mais apparentées et n'obtiennent aucun élu.

Le terme entente ici ne concerne pas le Parti socialiste autonome du Sud du Jura qui présente habituellement des listes séparées et autonomes, mais apparentées avec l'entente PDC-PLJ.

### AuConseil du Jura bernois
L'Entente jurassienne est le nom donné aux quatre partis s'étant présentés au Conseil du Jura bernois depuis 2006:
- Le Parti socialiste autonome du Sud du Jura ayant obtenu 15,03 % des voix et quatre sièges en 2006 et 13,43 % des voix et quatre sièges en 2010[8] puis 9,54 % et 4 élus en 2014.
- L'Alliance jurassienne[9] ayant obtenu 8,56 % des voix et 2 élus en 2006 ainsi que 5 % des voix et 1 élu en 2010[8]. Le parti ne se présente plus dès les élections de 2014 puisqu'ayant changé ses statuts le 24 juin 2014[10].
- L'Entente PDC-PLJ ayant obtenu 8,02 % et deux sièges en 2006 et 2,76 % et 1 élu en 2010[8] puis 3,38 % et 1 élu en 2014 avec la coalition entre le PDC du Jura-Sud et le Mouvement Libéral Jurassien (MLJ).

### ÀMoutier
L'Entente jurassienne comprend quatre partis politiques locaux :
- Le PSA
- Le PDC du Jura-Sud[5]
- Le Ralliement des Prévôtois Jurassiens (RPJ)[11]
- Le Rauraque

À Moutier, ces quatre partis détiennent la majorité des sièges au législatif de la ville.